# Giacomo Puccini
|  | «Puccini» redirigeix aquí. Vegeu-ne altres significats a «Puccini (desambiguació)». |

Giacomo Puccini   (Lucca, 22 de desembre de 1858 - Brussel·les i Brussel·les, 29 de novembre de 1924) nom abreujat de Giacomo Antonio Domenico Michele Secondo Puccini, fou un dels més grans compositors d'òpera italians que visqueren entre el segle xix i el xx, màxim exponent del Verisme amb les seves òperes madures com La Bohème (1896), Tosca (1900), Madama Butterfly (1904), i Turandot (1926), que va deixar incompleta.

## Biografia

### Família i educació

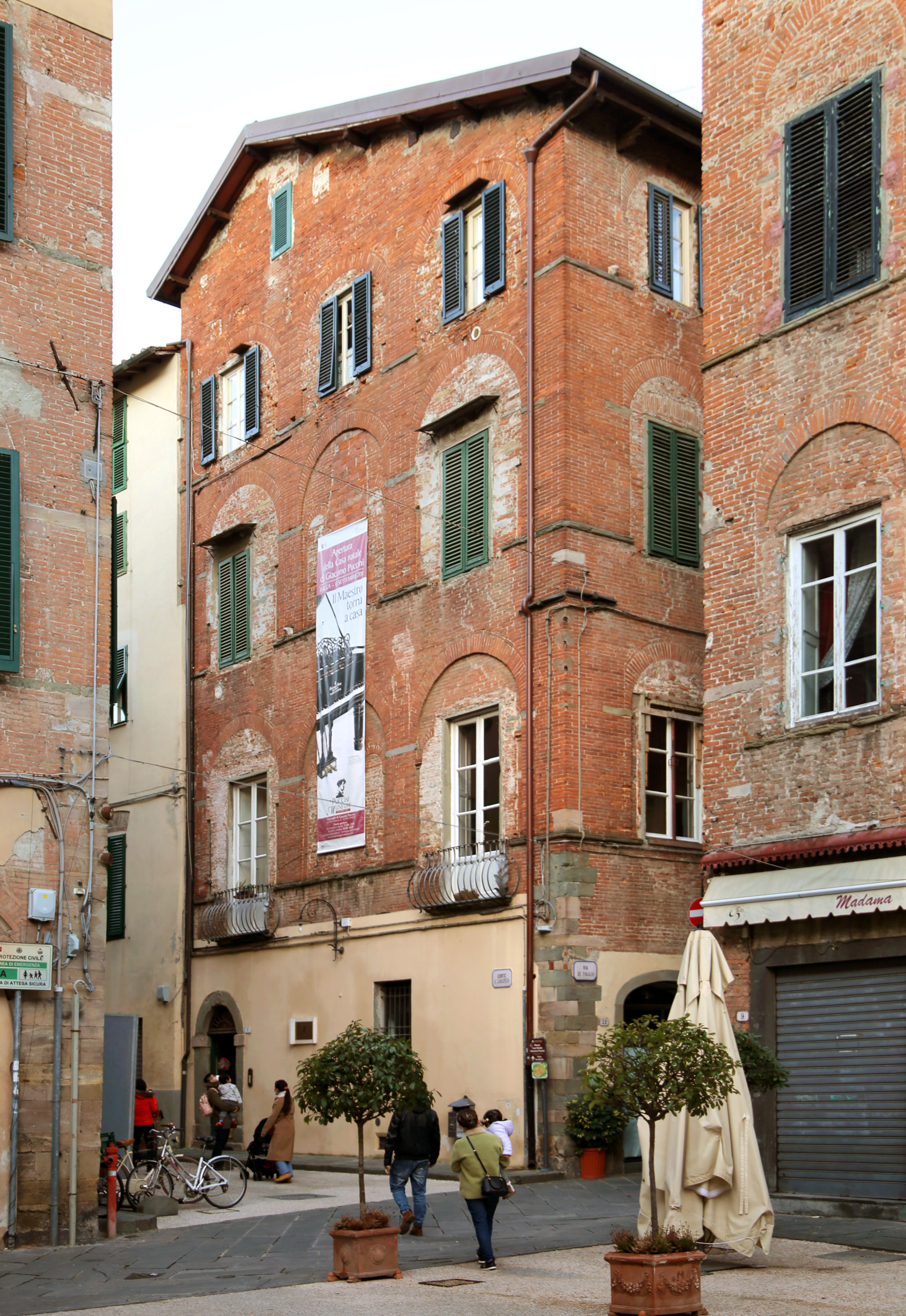
Casa on va néixer Puccini, tal com estava el 1984

Va néixer a Lucca, Itàlia, el 22 de desembre de 1858, i fou fill d'una família amb una llarga història de músics eclesiàstics. Va ser un dels set fills de Michele Puccini i Albina Magi. La família de Puccini s'havia establert a Lucca com una dinastia musical local des del rebesavi de Puccini, també anomenat Giacomo (1712-1781). Aquest primer Giacomo Puccini va ser mestre de capella de la Catedral de Sant Martino a Lucca. Va ser succeït en aquesta posició pel seu fill, Antonio Puccini, i després pel fill d'Antonio, Domenico, i pel fill de Domenico, Michele, pare de Giacomo Puccini. Tots aquests músics van estudiar música a Bolonya, i alguns van fer estudis musicals addicionals en altres llocs. Domenico Puccini va estudiar durant un temps amb Giovanni Paisiello. Cada un va compondre música per a l'església. A més, Domenico va compondre diverses òperes, i Michele va compondre una òpera. El pare de Puccini, Michele, va gaudir de reputació en tot el nord d'Itàlia, i el seu funeral va ser un veritable dol públic, en la qual el compositor llavors famós Giovanni Pacini va dirigir una missa de rèquiem.
Amb la família de Puccini havent ocupat el càrrec de mestre de capella durant 124 anys (1740-1864), després de la mort del seu pare Michele, es preveia que el seu fill Giacomo ocuparia aquesta posició, en el moment que tingués l'edat suficient. No obstant això, quan Michele Puccini va morir el 1864, el seu fill Giacomo tenia només sis anys i, per tant, no era capaç de fer-se càrrec de la feina del seu pare. Tot i així, va participar en la vida musical de la catedral de San Martino com a membre del cor de nens i després com a organista suplent.

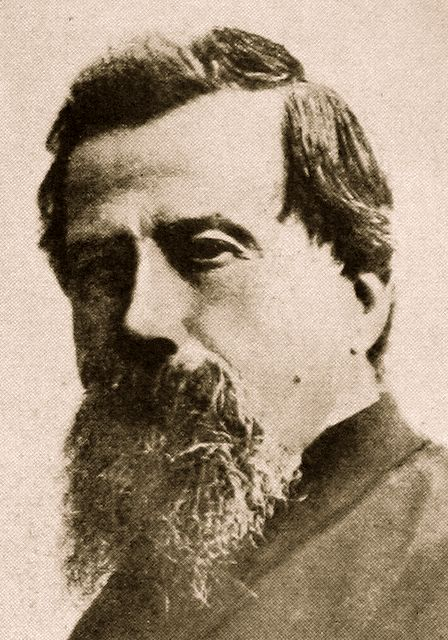
Amilcare Ponchielli, compositor i un dels formadors de Puccini, el va impulsar a escriure la primera òpera

Puccini va rebre una educació general al seminari de San Michele de Lucca, i després al seminari de la catedral. Un dels oncles de Puccini, Fortunato Magi, va supervisar la seva educació musical. Més tard va tenir com a professor a Carlo Angeloni, que havia instruït també a Alfredo Catalani.
Després d'un experiment compositiu en el gènere simfònic (Preludio a orchestra en mi menor-major, 1876) aviat es va guanyar el primer èxit amb el motet Plaudite populi (1877) i un Credo, realitzat en l'aniversari de Sant Paolino, patró de Lucca, el 12 de juliol de 1878. Tant és així que en la seva graduació, dos anys més tard, es va incorporar el Credo a la Messa a quattro voci con orchestra.

### Al Conservatori de Milà
Una donació de la reina italiana Margarida, i una pensió d'un altre oncle, Nicholas Cerù, van proveir els fons necessaris perquè Puccini pogués continuar els seus estudis al Conservatori de Milà, on va estudiar composició amb Stefano Ronchetti-Monteviti, Amilcare Ponchielli i Antonio Bazzini. Puccini va estudiar al conservatori durant tres anys. Allí va conèixer a Alfredo Catalani, que havia aconseguit els primers èxits, i amb ell va entrar en contacte amb el moviment artístic de la Scapigliatura de Milà, entre els quals es va destacar Arrigo Boito, Franco Faccio, Marco Praga i molts altres destacats intel·lectuals de l'època.
En els primers tres anys a Milà (1880-1883) Puccini recull tots els elements per assegurar el seu futur. Després del seu primer mestre Bazzini (apreciat en el camp simfònic i reconegut violinista), va poder gaudir de l'educació del famós compositor d'òpera Ponchielli, amb qui va aprendre sobretot el cop d'efecte, el dot que ell va mostrar en moltes circumstàncies. Amb Amyntor Galli, professor d'història i filosofia de la música, va aprendre els fonaments de l'estètica en relació amb la tècnica harmònica wagneriana. Finalment, va poder ser testimoni a la Scala i en teatres més petits de gairebé totes les grans obres de Bizet, Gounod, Thomas, establint contacte directe amb el món de l'òpera francesa, que es convertiria en una de les senyes d'identitat de la seva sensibilitat.
El 1880, la Messa di Gloria (Missa de Glòria), composta amb 21 anys, marcà el final de l'època d'aprenentatge com a compositor i la culminació d'una llarga relació de la seva família amb la música d'església a la seva Lucca natal. L'obra deixa entreveure fascinadorament la força dramàtica que Puccini estava a punt de mostrar a Milà. L'orquestració i el sentiment general del drama transmès per la seva música estableix un diàleg amb el Rèquiem de Verdi i constitueix, potser, una predicció de la futura carrera operística que Puccini desenvoluparia la resta de la seva vida. És considerada la millor composició de Puccini, fora de la producció de l'òpera.
Puccini va escriure una peça orquestral anomenada Capriccio Sinfonico com a composició de tesi per al Conservatori de Milà. Va ser dirigida per Franco Faccio, el director italià més famós, el 14 de juliol de 1883. Els professors Ponchielli i Bazzini varen quedar impressionats per la feina, que es va dur a terme en un concert d'estudiants al conservatori. Capriccio és una peça de proporcions respectables per a gran orquestra prop de la forma del poema simfònic i mostra la capacitat, enginy i inventiva formal de timbre de Puccini, desconegut per als compositors d'òpera que s'ocupaven del gènere descriptiu. L'obra de Puccini va tenir bones crítiques a la publicació milanesa Perseveranza, i Puccini va començar a construir-se una reputació com a jove compositor promesa en els cercles de la música milanesa.

### Inicis de la carrera i primeres òperes

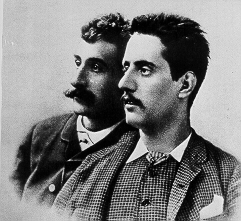
Ferdinando Fontana (esquerra) amb Giacomo Puccini

Després de l'estrena de Capriccio Sinfonico, Ponchielli i Puccini van considerar la possibilitat que la propera obra de Puccini fos una òpera. Ponchielli va convidar Puccini a casa seva per presentar-li una altra jove promesa anomenada Fernando Fontana. Puccini i Fontana van acordar col·laborar en una òpera, per a això Fontana proporcionaria el llibret.

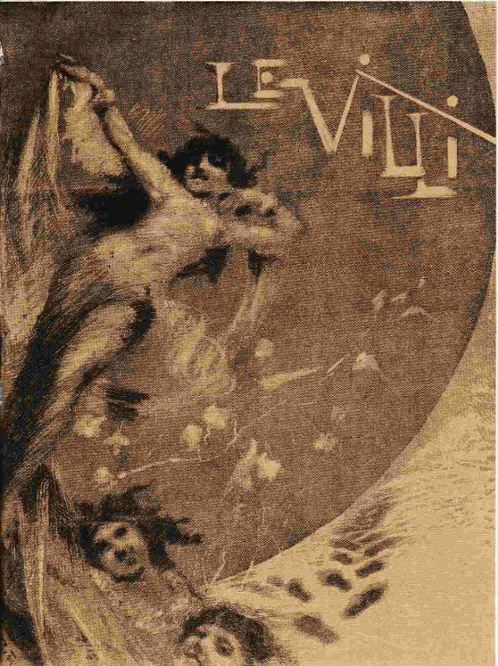
Cartell de Le Villi

L'obra, Le Villi, es va inscriure en un concurs d'òperes d'un acte patrocinat per l'editorial de música Sozogno el 1883 (la mateixa competició en la qual Pietro Mascagni es revelaria guanyant el 1889 amb Cavalleria rusticana). Le Villi fou rebutjada pel jurat, presidit per Ponchielli, amb la raó oficial que la partitura era il·legible. No obstant això, donada la qualitat poc comuna del treball i les qualitats potencials de l'autor, l'editor Giulio Ricordi, gran músic i, per tant, capaç d'avaluar nous talents, va fer valer la seva influència perquè l'obra fos estrenada el 1884 al Teatro dal Verme. L'editor va imprimir els llibrets sense càrrec i els seus companys del Conservatori de Milà van formar una gran part de l'orquestra. L'estrena va tenir tant d'èxit que la Casa Ricordi en va comprar els drets.
Revisada en una versió en dos actes amb un intermezzo entre els actes, Le Villi es va realitzar a La Scala de Milà el 24 de gener de 1885. No obstant això, Ricordi no va publicar la partitura fins al 1887, la qual cosa dificultà encara més execució de l'obra.
Mentrestant, però, la seva vida va estar marcada pel dol per la mort de la seva mare i la relació amb Elvira Bonturi in Gemignani, amb qui es va casar el 1904, després de la mort del seu marit, i amb qui va tenir un fill, Antonio, el 1886.

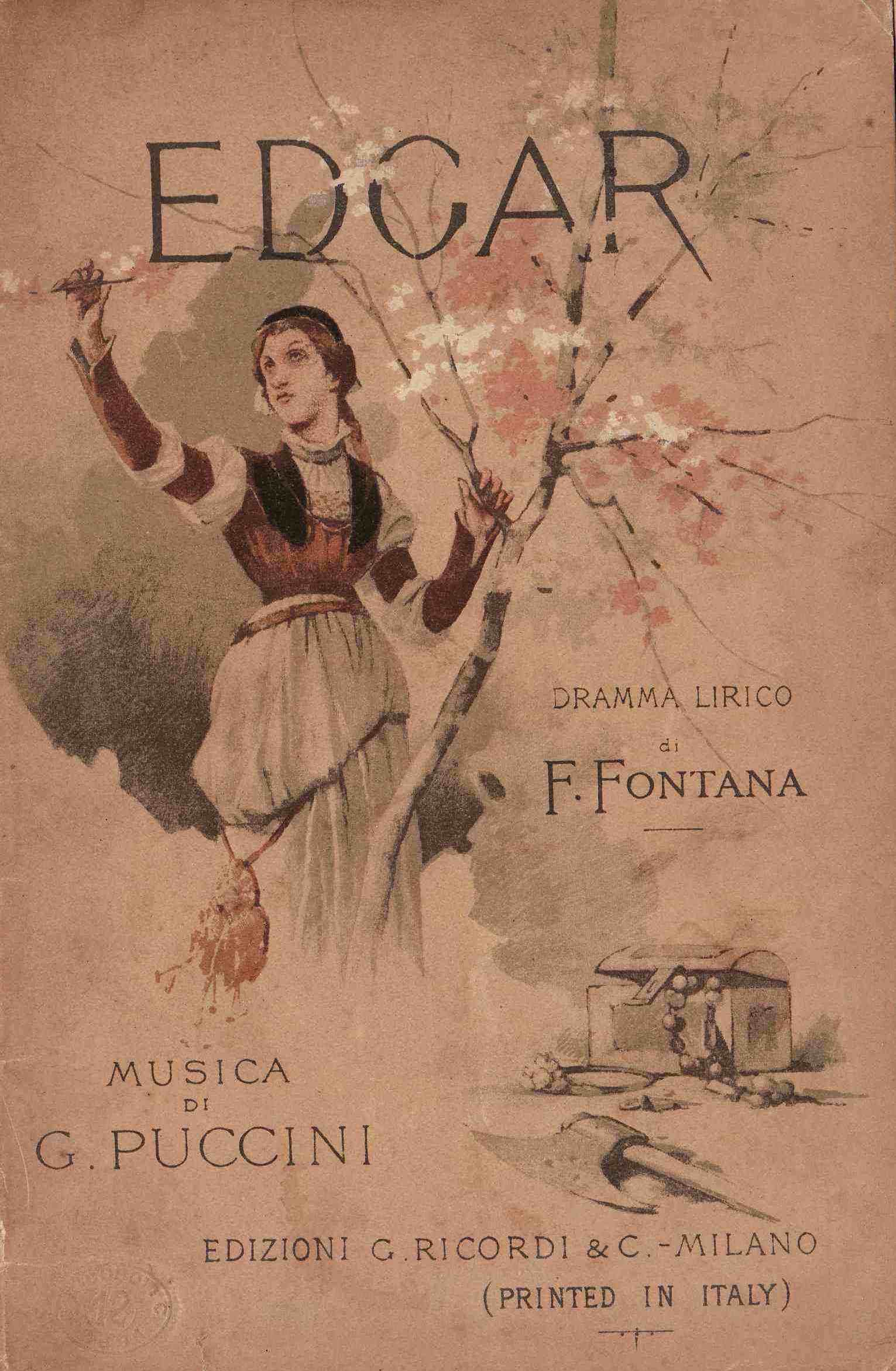
Coberta del llibret dEdgar

Ricordi li encarregà una segona òpera, Edgar. A diferència de Rossini i Verdi, que passaren per frenètics períodes de fecunditat compositiva i arribaren a escriure durant aquests anys més d'una òpera per any, Puccini procedia en el terreny creatiu de forma molt més lenta. El seu següent treball no va accedir als escenaris fins al 1889. Es tractava d'un drama líric que es basava en aquesta ocasió en una obra de l'escriptor francès Alfred de Musset, La coupe et les lèvres. El treball es va iniciar el 1884 quan Fontana va començar a treballar en el llibret. Puccini va acabar una primera composició el 1887 i l'orquestració el 1888. Edgar es va estrenar a La Scala el 21 d'abril de 1889 amb una tèbia resposta. l'obra va ser retirada per a revisar-la després de la seva tercera actuació. En un diari milanès, Giulio Ricordi va publicar una defensa de l'habilitat de Puccini com a compositor, alhora que criticava el llibret de Fontana.
Fontana va voler mantenir la trama al·legòrica plantejada per Musset, però a la vegada va tractar de crear oportunitats per a les escenes espectaculars en l'estil de la grand opéra, en homenatge al gust scapigliato. El resultat va ser un llibret sense massa coherència, on l'oposició simbòlica entre el pecat i la puresa, la virtut i el vici (encarnada per Fidelia i Tigrana, com Carmen i Micaela en l'obra mestra de Carmen de Bizet), es van col·locar matusserament en un drama d'acció, perdent per tant, la identitat original sense adquirir-ne l'altre. Però, des del punt de vista estrictament musical, hi ha moltes parts dignes de consideració. Entre elles es destaca la primera part del tercer acte, al fals funeral d'Edgar. Edgar va ser l'únic veritable fracàs de la seva carrera. Sense un drama acceptable cap talent musical pot triomfar. En aquest sentit, la lliçó va ser molt útil per a Puccini, i el va fer adonar de la necessitat de triar el tema personalment i per definir per endavant les estructures dramàtiques del llibret, abans de posar-hi música.
Una versió revisada es va poder veure al Teatro di Giglio a Lucca el 5 de setembre de 1891. El 1892, noves revisions redueix la longitud de l'òpera a només tres actes, en una versió que va ser ben rebut a Ferrara i es va dur a terme a Torí i a Espanya. Puccini va fer noves revisions el 1901 i 1905, però l'obra mai va aconseguir la popularitat. Sense el suport personal de Ricordi, Edgar podria haver costat a Puccini la seva carrera. Quan Puccini s'havia fugat amb la seva antiga estudiant de piano, la casada Elvira Gemignani, els socis de Ricordi estaven disposats a fer els ulls grossos al seu estil de vida, sempre que ell acabés tenint èxit. Quan Edgar va fracassar, van suggerir a Ricordi que fes caure Puccini, però Ricordi va dir que confiava en ell i van continuar la seva assignació fins a la seva següent òpera.
A partir del 1891 Puccini començà a passar cada vegada més temps a la Torre del Lago, a la Toscana. En aquest lloc prop del llac Massaciuccoli, on passava molt de temps caçant, Puccini trobà un refugi de la ciutat massificada. Posteriorment es construí una torre i s'hi traslladà definitivament el 1900. Aquest fou la seva casa i el seu lloc de treball fins als darrers anys de la seva vida. Puccini fou enterrat a la capella d'aquesta torre.

### Èxit deManon Lescaut

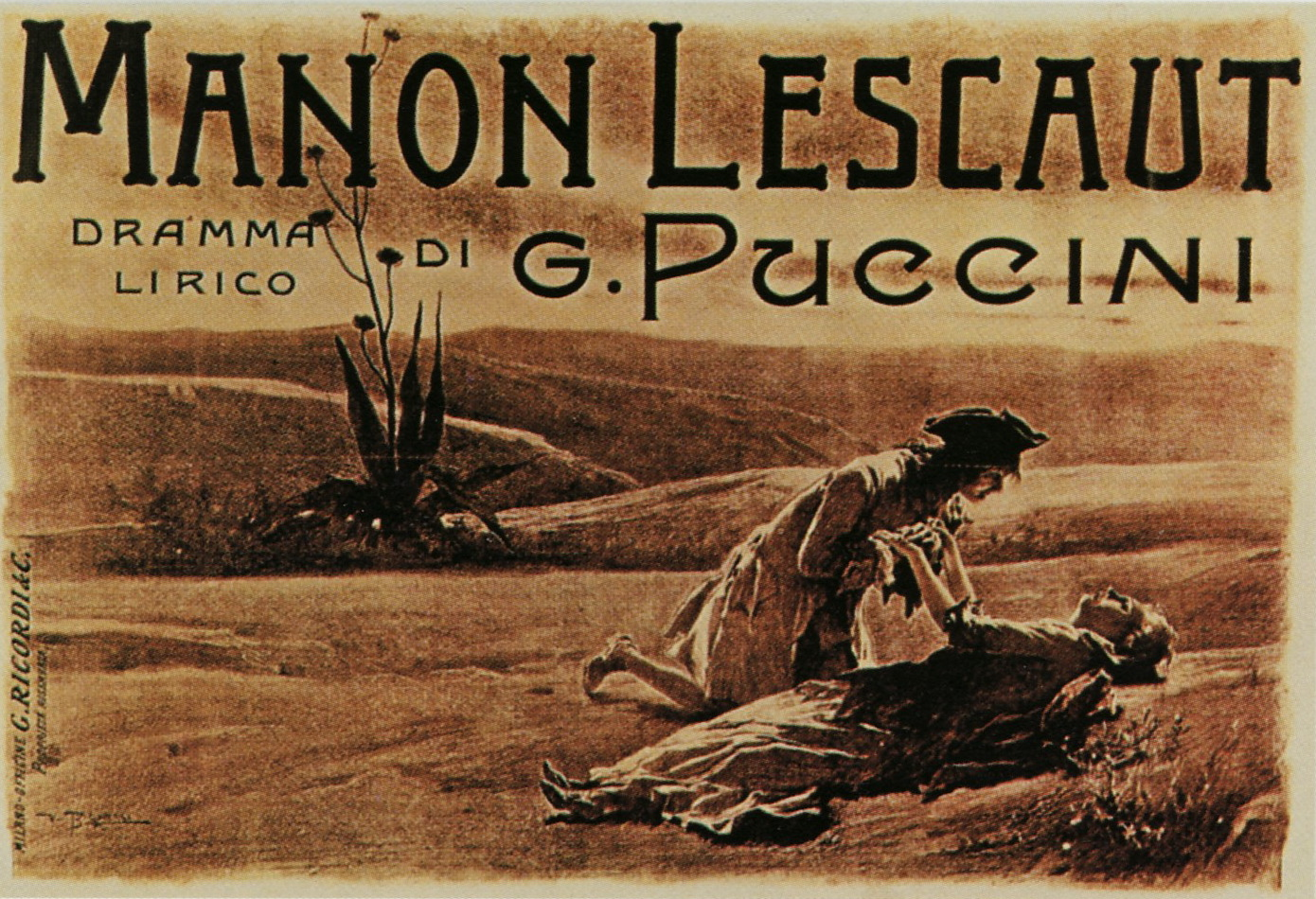
Cartell de Manon Lescaut

En començar la seva següent òpera, Manon Lescaut, Puccini va anunciar que escriuria el seu propi llibret perquè "no cap llibretista ximple" li pogués espatllar. Ricordi el va convèncer que acceptés a Ruggero Leoncavallo com a llibretista, però Puccini aviat va demanar a Ricordi que el tragués del projecte. Quatre llibretistes van estar involucrats amb l'òpera, a mesura que Puccini anava canviant d'opinió sobre l'estructura de la peça. En el llibret de l'òpera hi col·laboraren després de Leoncavallo, en ordre cronològic, Marco Praga, Domenico Oliva, Luigi Illica, Giuseppe Giacosa, i va ser gairebé per casualitat que els dos últims es van unir per completar l'òpera.

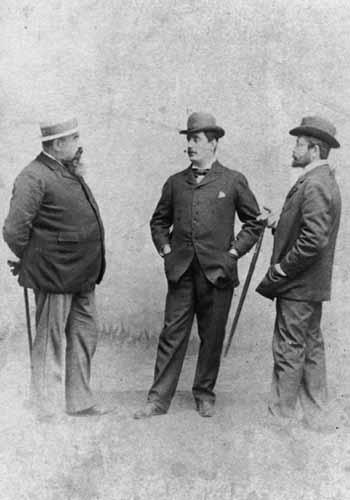
Giuseppe Giacosa Puccini i Luigi Illica

Van haver de transcórrer quatre anys més perquè aquell desenllaç incert de l'estrena d'Edgar es convertís en un triomf absolut. En efecte, quan el 2 de febrer de 1893 pujà a l'escenari del Teatro Regio de Torí Manon Lescaut, la unanimitat fou absoluta. A l'èxit d'aquest drama líric tal vegada hi contribuí la comparació amb l'obra Manon, Jules Massenet, que es basava en el mateix títol de l'abat Prévost, Histoire du chevalier des Grieux et de Manon Lescaut. Entre altres coses es digué que l'heroïna de Puccini s'assemblava molt més que la de Massenet a l'original de l'escriptor francès.
Per casualitat, la primera òpera popular de Puccini va aparèixer abans d'una setmana de l'estrena de l'última òpera de Verdi, Falstaff, que es va realitzar per primera vegada el 9 de febrer. A l'espera de l'estrena, La Stampa va escriure que Puccini era un jove sobre el qual s'havien dipositat "grans esperances" malgrat el fracàs d'Edgar, però, un fracàs de Manon Lescaut podria haver posat en perill el futur de Puccini com a compositor. Però Manon Lescaut va ser el primer triomf incontestable de Puccini, aclamat per crítica i públic. Després de l'estrena a Londres el 1894, George Bernard Shaw va dir que: " ... Puccini em sembla l'hereu de Verdi, més que qualsevol dels seus rivals".
Els llibretistes Illica i Giacosa retornarien per a les properes tres òperes de Puccini, probablement els seus èxits més grans: La Bohème, Tosca i Madama Butterfly. Manon Lescaut va ser un gran èxit i va establir la reputació de Puccini com el compositor més prometedor de la seva generació, i el "successor" amb més probabilitats de Verdi com el màxim exponent de la tradició operística italiana.

### Successió d'obres mestres

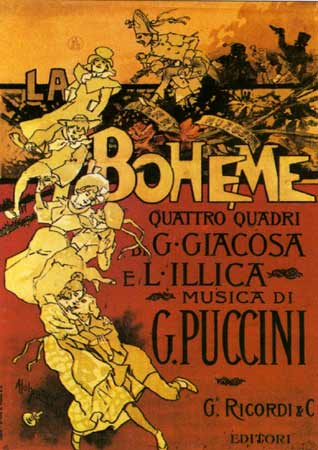
Pòster original de l'any 1886 de La bohème d'Adolfo Hohenstein

La següent obra de Puccini va ser La bohème, una òpera en quatre actes basat en el llibre de 1851 d'Henri Murger, La Vie de Bohème. Es va estrenar a Torí el 1896, dirigida per Arturo Toscanini. En pocs anys, es va representar als principals teatres d'òpera d'Europa. Va ser un èxit de públic, i segueix sent una de les òperes més freqüentment realitzades. És considerada no només com una de les seves millors òperes, sinó que també com una de les òperes romàntiques més brillants mai compostes.
El llibret de l'òpera, una adaptació lliure de la novel·la episòdica de Murger, combina elements còmics de la vida de pobresa dels joves protagonistes amb aspectes tràgics, com la mort de la jove costurera Mimì. La mateixa vida de Puccini com a home jove a Milà va servir com a font d'inspiració per als elements del llibret. Durant els seus anys com a estudiant del conservatori i en els anys abans de Manon Lescaut, va experimentar la pobresa similar a la dels bohemis a La bohème, incloent escassetat crònica de necessitats com menjar, roba i diners per pagar el lloguer.
Encara que a Puccini se li va concedir un petit salari mensual per part de la Congregazione di Caritàa, sovint va haver d'empenyorar els seus béns per cobrir les despeses bàsiques. Els primers biògrafs com Wakeling Dry i Eugenio Checchi, que van ser contemporanis de Puccini, va establir paral·lelismes entre aquests incidents i esdeveniments particulars en l'òpera. Checchi citar un diari escrit per Puccini quan encara era un estudiant, que va registrar una ocasió en la qual, com en el quart acte de l'òpera, amb només una arengada per a servir un sopar per a quatre persones. El mateix Puccini va comentar: "Jo vaig viure aquesta Bohème, quan encara no hi havia cap pensament en el meu cervell per buscar el tema d'una òpera".

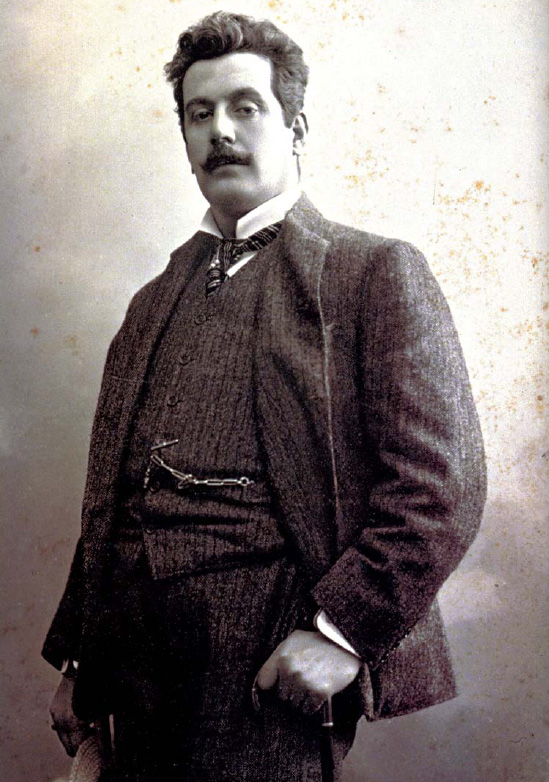
Giacomo Puccini per Mario Nunes Vais (1900)

La Bohème atorgà a Puccini una tranquil·litat material important. Era ja un artista reconegut, el compositor operístic més admirat pel públic, encara que la crítica estava poc disposada a acceptar la popularitat d'un autor que no participava de les investigacions avantguardistes del llenguatge musical.
En la següent òpera, Tosca (1900), Puccini feu la seva primera incursió al verisme, la representació realista de moltes facetes de la vida real, incloent la violència. Puccini havia estat considerant una òpera sobre aquest tema des que va veure l'obra Tosca de Victorien Sardou el 1889, moment en què va escriure al seu editor, Giulio Ricordi, pregant-li que obtenir el permís de Sardou per a l'adaptació en una òpera.

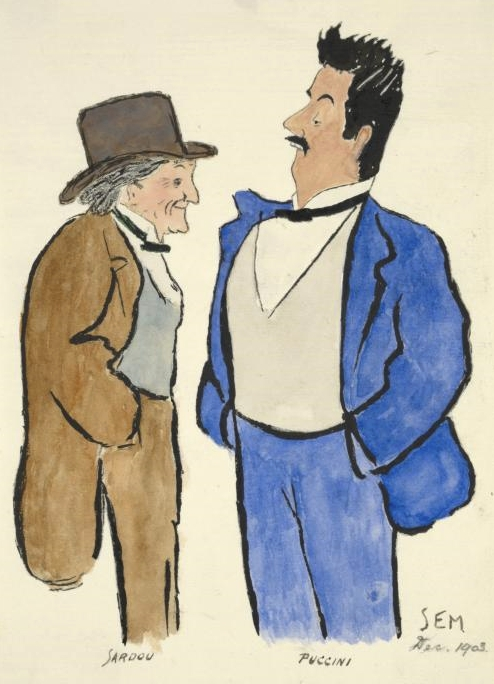
Victorien Sardou i Giacomo Puccini per Sem

La música de Tosca empra moments musicals per personatges i emocions particulars, que han estat comparats amb els leitmotiv wagnerians, i alguns contemporanis van veure com Puccini havia adoptant un nou estil musical influenciat per Wagner. Altres van veure el treball de manera diferent. En rebutjar l'al·legació que Tosca mostra influències wagnerianes, un crític musical va escriure el 20 de febrer de 1900 sobre l'estrena a Torí: "Jo no crec que puguis trobar una partitura més pucciniana que aquesta".

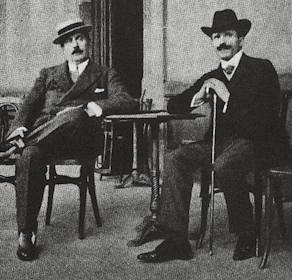
Puccini amb Arturo Toscanini

El 25 de febrer de 1903, Puccini va ser ferit de gravetat en un accident de cotxe durant un viatge de nit a la carretera de Lucca a Torre del Lago. El cotxe era conduït pel xofer de Puccini i portava al compositor, la seva dona Elvira i el seu fill Antonio. El cotxe va sortir de la carretera, va caure diversos metres i va bolcar. Elvira i Antonio van ser llançats des del cotxe i van patir només ferides lleus. El xofer de Puccini, també expulsat, va patir una greu fractura del fèmur. Puccini va quedar atrapat sota el vehicle, amb una fractura greu de la cama dreta i amb una part del cotxe pressionant sobre el seu pit. Un metge que va viure de prop l'escena de l'accident, juntament amb una altra persona, van salvar la vida de Puccini. La lesió no va sanar bé, i Puccini va romandre sota tractament durant mesos. Durant els exàmens mèdics a què va ser sotmès també van descobrir que tenia diabetis. L'accident i les seves conseqüències van desaccelerar la finalització del pròxim treball de Puccini, Madama Butterfly.

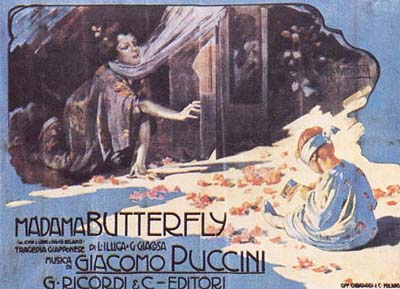
Pòster de Madama Butterfly

Madama Butterfly (1904), basada en una obra de David Belasco, fou rebuda en la seva estrena sense pena ni glòria, però després de treballar-hi un altre cop, esdevingué una altra de les seves òperes més reeixides.
Aquest mateix any fou el de la seva consagració definitiva, car coincidí amb l'estrena de Madama Butterfly. Amb aquesta obra inaugurava, a més, Puccini, la moda d'introduir elements exòtics als llibrets. En efecte, aquesta "tragèdia japonesa en dos actes", basada en l'obra homònima de David Belasco (amb certs apunts de Madame Chrisanthéme, de Pierre Loti) s'ambientava, com la seva definició anuncia, al Japó.
La història, força coneguda, de la noia japonesa conquistada per l'amor de Pinkerton i successivament abandonada, ben aviat va fer la volta al món, no tant arran de llur estrena en la Scala de Milà, que constituí un fracàs, sinó en la representació de la versió revisada, que es produí a Brescia.

### Les últimes òperes

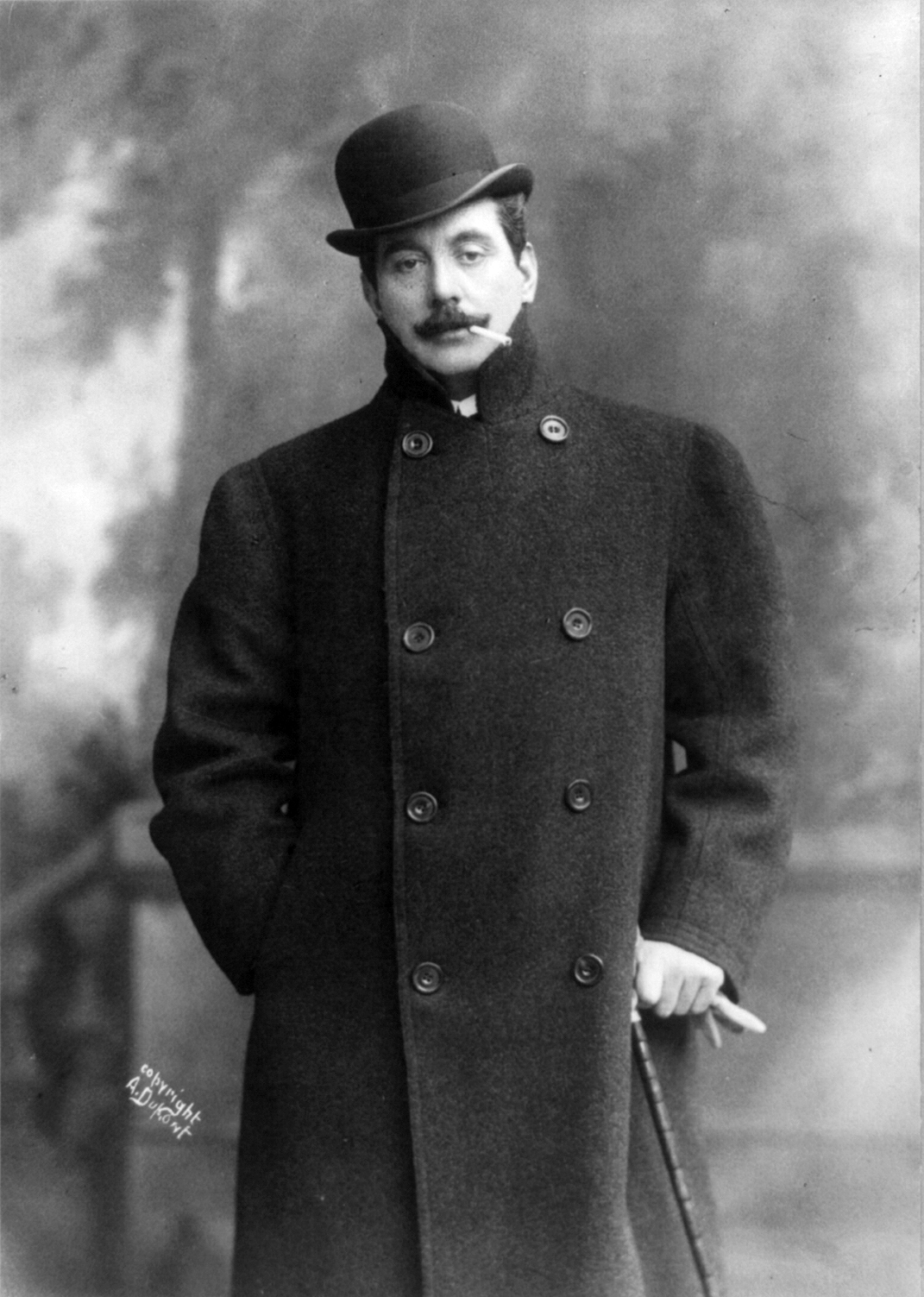
Puccini el 1908

El 1904, Puccini decidí regularitzar la seva situació amb Elvira Bonturi, amb la qual ja havia tingut un fill, Antonio, i ambdós van contraure matrimoni. A partir d'aquest moment coincideix que les composicions de Puccini van sent cada vegada menys freqüents. El 1906 Giacosa va morir i, el 1909 s'esdevingué un escàndol després que la dona del compositor, Elvira, l'acusés falsament de tenir una relació amb la minyona Doria Manfredi. La minyona se suïcidà.

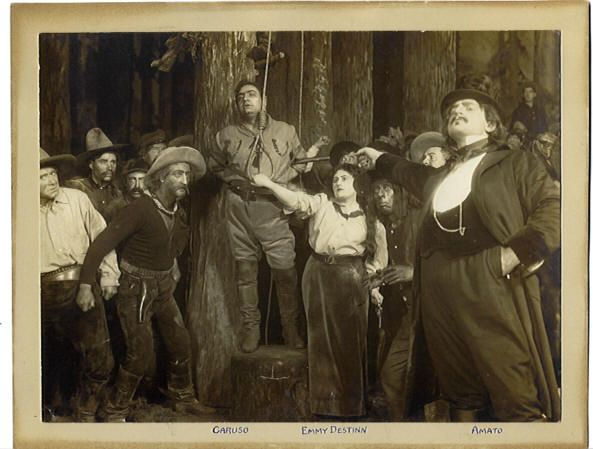
Escena del tercer acte de l'estrena de La fanciulla del West, amb Enrico Caruso, Emmy Destinn, i Pasquale Amato

El compositor ja no era tan sols conegut a Europa, i ben aviat rebé una invitació des dels Estats Units. Durant la seva estança a Nova York assistí a la representació de l'obra teatral The girl of the golden West, de Belasco, que l'inspirà la seva obra següent, La fanciulla del West. L'estrena es produí en el Metropolitan de Noya York, el 1910. Al cartell hi havia Arturo Toscanini a la batuta i Enrico Caruso al paper masculí principal. Aquesta va ser la primera estrena mundial d'una òpera al Metropolitan. L'estrena va ser un gran èxit. No obstant això, l'estil de composició emprada en l'òpera, amb poques àries independents, va ser criticat en el seu moment i segueix sent una barrera per a l'acceptació completa de l'òpera en el repertori estàndard. Malgrat tot, l'òpera ha estat aclamada per la seva incorporació d'una forma de llenguatge harmònic avançat i per la complexitat rítmica que va portar a l'òpera italiana. A més, una ària de l'òpera, Ch'ella mi creda, s'ha convertit en un element bàsic dels àlbums recopilatoris per a tenors d'òpera. Es diu que durant la Primera Guerra Mundial, els soldats italians cantaven aquesta ària per mantenir els seus esperits. La pel·lícula italiana de 2008, Puccini e la fanciulla (Puccini i la noia), dirigida per Paolo Benvenuti i Paola Baroni es basa en el període de la seva vida quan estava component l'òpera.
Finalment, el 1912, la mort de Giulio Ricordi, director i editor de Puccini, va posar fi a un període productiu de la seva carrera.
Les últimes obres de Puccini es reberen amb gran expectació. El 1917 s'estrenà al teatre de l'Òpera de Montecarlo, La rondine. Una peça que extragué d'una opereta que havia intentat escriure anteriorment només per adonar-se que el seu estil i talent eren incompatibles amb el gènere.
El 1918 s'estrenà Il Trittico. Aquesta peça està composta de tres òperes d'un acte seguint l'estil del Grand Guignol parisenc: un episodi terrorífic (Il Tabarro), una tragèdia sentimental (Suor Angelica) i una comèdia o farsa (Gianni Schicchi). De les tres, Gianni Schicchi és la més popular, mentre que Il Tabarro n'és la menys. Gianni Schicchi, situada a Florència, es representa sovint amb alguna altra òpera d'un acte com ara la Cavalleria rusticana o I Pagliacci.

### La malaltia avança
Fumador habitual, Puccini començà a ressentir-se de dolor a la gola a finals del 1923. Un diagnòstic de càncer de gola portà els metges que el tractaven a provar un tractament experimental anomenat radiació ofert a Brussel·les. Morí el 29 de novembre de 1924 a causa d'una complicació durant el tractament. Començà a sagnar incontroladament, la qual cosa comportà un atac de cor un dia després d'una operació complicada. La notícia de la seva mort arribà a Roma durant una representació de La Bohème, i amb això l'òpera quedà aturada immediatament. L'orquestra tocà la marxa fúnebre de Chopin davant un públic que no podia contenir les llàgrimes. Fou enterrat a Milà, però el seu fill ordenà l'any 1926 el trasllat del seu cos a la capella de la Torre del Lago on encara descansa juntament amb la seva dona i el seu fill. La seva mort marcà un punt final de l'òpera com a art popular.
Puccini deixà inacabada Turandot, la seva darrera òpera, i les dues darreres escenes foren completades per Franco Alfano després d'una disputa amb Arturo Toscanini el qual el dia de l'estrena i sota la seva batuta, aturà la representació de l'òpera després del darrer acord escrit per Puccini i digué: E qui l'opera finisce, perche a questo punto il maestro morí (i aquí finalitza l'òpera perquè en aquest punt el Mestre morí). A partir de la següent representació ja tocà també la part d'Alfano, encara que amb retallades substancials. Aquesta és la versió que s'ha usat habitualment fins que el 2001 Luciano Berio escrigué un altre final procurant, segons les seves paraules, reproduir més fidelment els esbossos que Puccini deixà en morir. Aquesta darrera versió no ha tingut encara una acceptació unànime.

## Problemes matrimonials
Puccini va contraure matrimoni amb Elvira Gemignani el 1904, després d'haver viscut amb ella molts anys. Era una dona casada que havia fugit amb ell de Lucca a Milà, i Puccini s'hi casà després de la mort del marit. Al principi s'estimaren apassionadament. Després, vingueren les violentes disputes i estigueren separats durant un cert temps. Succeí durant l'incident de Doria Manfredi. Doria era una minyona a l'alberg de Torre del Lago, prop de Florència, i Elvira va concebre la idea que hi havia una relació entre ella i Puccini. Difongué als quatre vents l'afer, llençà tota mena d'acusacions contra Doria, i perseguí fins a la mort a la pobra noia.
Doria s'enverinà. L'autòpsia revelà que era verge. Puccini fugí a Roma, es tancà en l'habitació de l'hotel i passà dies sencers plorant. Per haver empès a Doria al suïcidi, Elvira fou sentenciada a cinc mesos de presó. "¡Quin tema per una òpera!", comentà Itàlia sencera. Puccini retornà al costat d'Elvira, però és dubtós que es tornés a restablir entre ells la mateixa intimitat.
A jutjar per totes les versions conegudes, Elvira no era una dona interessant. El baríton Titta Ruffo afirmà una vegada que llur gelosia "frisava amb la bogeria". Els músics que treballaven amb Puccini i eren els seus amics sempre es mostraren singularment rebecs a parlar d'ella. Un dels col·laboradors de Puccini es limità a dir que no era "una dona gaire culta". Un altre la recordava com una dona "corpulenta, un tipus de persona més aviat agra, que semblava més teutònica que llatina". Era en tot sentit, una persona diferent de Puccini. A mesura que avançà en la vida es convertí en un home ben plantat i educat, més interessant als ulls de les dones, vestit acuradament, més aviat alt, l'aire aristocràtic, el rostre ovalat, el bigoti ben retallat, els ulls de parpelles gruixudes i els llavis sensuals.
L'home era un figurí de la moda, i en la seva visita als Estats Units impressionà profundament als periodistes, acostumats a les cabelleres lleonines d'un Ignace Paderewski o un Grabilowitsch. Aquí veien un músic què, en efecte es tallava el cabell. El mateix Puccini formulava al·lusions despectives dels músics "que creuen que és necessari tenir caspa per ser genis". Per contra, Elvira era malgirbada, mai assolí èxit social i no ajudà sentimentalment o intel·lectualment al seu marit.
Molts creuen que Elvira fou la culpable que Puccini tingués tan pocs amics, o potser no els va tenir en absolut. Puccini mai intimà amb ningú. Àdhuc llurs relacions amoroses tingueren a veure amb el sexe més que amb l'amor. Durant un temps Puccini va mantenir relacions amb Arturo Toscanini, que li havia dirigit l'estrena de La bohème el 1896. Era una relació amb alts i baixos de fred i de calor.

## El verisme
A finals del segle xix, el romanticisme, després de córrer un important camí, havia evolucionat de forma notable en tots els àmbits artístics i culturals. Si d'una banda, s'havia assistit a una exacerbació dels seus trets més característics (com ara el culte al jo i a la mitificació del geni), per altra banda, llurs manifestacions més superficials deixaren d'interessar tant al públic com als mateixos artistes, cansats d'herois mitològics, grans ideals i sentiments exagerats. En els terrenys literari i musical, se cercà un apropament al veritable, i la fantasia i la irrealitat deixaren camí a allò pràctic, concret, àdhuc al cru i irònic.
A Alemanya, autors com Gustav Mahler i Richard Strauss proposaren solucions diferents orientades a un mateix fi, la desmitificació del "colorit" romàntic, en el primer cas incidint en la modèstia de l'home comú, en el segon mitjançant la deformació irònica dels protagonistes de llurs poemes simfònics.
L'òpera també deixà sentir aquestes noves exigències, i en les últimes dècades del segle xix aparegueren músics, sobretot a Itàlia, que decidiren centrar els seus arguments en la vida quotidiana de les persones comuns, i ja no en els semidéus de l'empremta wagneriana. Aquesta tendència va tenir un clar paral·lel en la literatura, amb el naixement del corrent naturalista. Justament s'anomenà "verisme" al naturalisme a Itàlia, i així la paraula passà a designar també les òperes de tema naturalista quan, el 1890, Pietro Mascagni es basà en una obra de Giovanni Verga, màxim exponent de la literatura verista, per llur Cavalleria Rusticana, l'obra inaugurava aquesta fèrtil, malgrat que efímera, escola operística.
En pocs anys, el mateix Mascagni, Ruggero Leoncavallo, Umberto Giordano, Arrigo Boito i Francesco Cilea, entre d'altres, proposaren diversos títols adscrits al verisme, i també titllaren de veristes, de forma retroactiva, algunes de les òperes d'Amilcare Ponchielli, mort el 1866 i que, la veritat, anuncià moltes de les característiques de la nova escola. Per aquesta raó se'l sol incloure en aquest corrent, que desenvolupà de forma paral·lela, però sense interessar-se, a la gran tradició que uneix a Gioacchino Rossini, Giuseppe Verdi i Puccini.
El verisme deixà d'existir a principis del segle xx, si bé llegà una certa mirada directa i desil·lusionada que els compositors avantguardistes saberen aprofitar en no poques ocasions.

## Tracte exigent amb els cantants
Res li'n passava inadvertit en llur recerca del realisme. Lucrezia Bori narrà l'ocasió en què Ricordi li anuncià que tres senyors arribarien a París per escoltar-la cantar; Podria aprendre algunes àries de Manon Lescaut?. I així ho va fer, i un dia es presentaren el tres senyors. Eren Gatti-Casazza, Toscanini i Puccini. "M'examinaren de cap a peus, i després de peus a cap", conta la Bori, "M'examinaren detalladament." Segurament se sentiren satisfets amb el que veieren i escoltaren, perquè poc després la Bori estava assajant Manon Lescaut amb Caruso. Bori cantà el paper per primera vegada com artista invitada de la Metropolitan Òpera, i el 1910 realitzà una gira per Europa.
- ."Vaig ordenar, que em confeccionessin vestits nous a París", diu la Bori. "Em costaren una fortuna, ja us ho podeu imaginar". Després de l'assaig amb vestits, tothom vingué a felicitar-me. Poc després aparegué Puccini, sostenint una tassa de cafè. "Bori" va dir, ‘tot fou perfecte. Solament en l'últim acte, quan Manon mor de fam i no té un centau, el seu vestit apareix massa net.' I vessà el cafè sobre el meu vestit parisenc".

Quan treballava amb els cantants, Puccini podia ésser molt exigent, però realment mai perdia els estreps. En ocasió de representar Edward Johnson el paper de tenor principal a Gianni Schicchi i Tabarro, assajà amb el compositor. "Restava preocupat amb mi", digué Johnson. "Després de tot, jo era un estranger." (Johnson era un cantant d'origen canadenc que més tard es convertí en gerent general de la Metropolitan Òpera.) "Quan vaig assajar el duet del Tabarro amb la soprano, Puccini no podia assolir la qualitat del so que l'acomodava. Una volta rere altra ens obligava a canviar la clau, cercant sempre més intensitat". "Quan s'estrenà a Roma Il Trittico, el públic reclamà a crits la presència del compositor. Johnson recordava bé l'ocasió". "Arribà on estàvem, darrere de l'escenari, i tots vam córrer envers ell. Ordenà que ens aliniéssim, i després em mirà i digué: ‘¡Tira! ¡Tira!' amb el qual volia dir que desitjava que l'obliguéssim a sortir ‘de mala gana'."
Maria Jeritza era la seva Tosca favorita, i quan treballà amb ell per a l'estrena a Viena, restava inquieta pel fet de ser rossa. En l'òpera es descriu Tosca com a morena, i les sopranos rosses usen perruques per ser fidels al personatge. Jeritza, orgullosa de llurs cabells rossos, detestava usar perruca. "Madam", digué galantment Puccini, "a Itàlia hi ha rosses, i són les dones més belles del món." A propòsit, Jeritza fou la que inicià la tradició de cantar Vissi d'arte, estesa sobre el terra. En una entrevista concedida el 1926 afirmà que, durant l'assaig, el baríton l'empenyé accidentalment fora del sofà, i ella no va tenir temps per incorporar-se. "¡Mai ho faci d'altra forma!", cridà Puccini des de l'auditori. "¡Ha estat una inspiració de Déu!".
Jeritza es feu ressò dels comentaris de tots els cantants vers la mescla de paciència i fermesa de Puccini. "mai acceptava negatives. Si s'havia de cantar una frase en una emissió de veu, m'obligava a treballar fins a aconseguir el que desitjava. A judici de Jeritza, Puccini envers la veu, sabía més que la majoria de professors de l'especialitat, i malgrat no poder reclamar coses difícils, mai exigia l'impossible. "M'ajudava en els aspectes tècnics. També podia insultar-te de la manera més cavalleresca. Repassàvem la música pas a pas, frase per frase. M'amotllava, jo era la seva creació. A vegades m'irritava tant que desitjava plorar. Llavors, ell s'enutjava. ‘¡Jeritza', em deia, si una vegada la desperto a les tres de la matinada i li demano que entoni un do alt, vostè entonarà un do alt!".
Puccini també digué a Jeritza quelcom que ella no oblidà mai. Creia que aquestes paraules resumien tota la filosofia musical de Puccini.
"Carissima mia", li va dir, "vostè ha de caminar sobre núvols de melodia".

## Només pel Teatre
Vers el final de la seva vida, Giacomo Puccini escriví a uns amics: "Déu Totpoderós em tocà amb el seu dit menovell i digué: ‘Escriu pel teatre –recordeu, només pel teatre'. I jo he obeït el mandat suprem." Puccini se sotmeté tan obedientment i amb tant de talent a l'inevitable que va compondre tres de les òperes més populars que s'han escrit. En morir comptava amb una fortuna calculada en uns quatre milions de dòlars, disposava de totes les oportunitats desitjables per jugar pòker i delmar la població d'ànecs al redós del seu refugi de Torre del Lago. I satisfer llur passió per les veloces llanxes, els ràpids automòbils i les dones temeràries.
Aquesta és, en essència, la història de la vida de Puccini. Una vegada es va descriure a si mateix com "un enèrgic caçador d'aus silvestres, llibrets d'òpera i dones atractives". També es coneix un altre de llurs comentaris: "¡pensi en això! ¡Si no hagués arribat la música, hauria sigut incapaç de fer res en aquest món!". No l'atreia gens la política ni el món que l'envoltava. Tampoc estava molt interessat en l'escena musical, o en els compositors joves, o en els ja consagrats. No era conservador ni revolucionari. No va pertànyer a cap cercle musical de cap mena. No fou una figura representativa del verisme, l'escola de la "vida com ella és realment", que tant va atreure els compositors italians de la dècada de 1890, si bé en alguna de llurs òperes hi ha elements veristes.
La politonalitat, el neoclassicisme, el futurisme, l'impressionisme, el dodecafonisme, eren estendards que el deixaven indiferent, encara que havia examinat la música dels clàssics tan moderns en obres com Pelléas et Mélisande, de Claude Debussy, i Pierrot Lunaire d'Arnold Schönberg, i estava disposat a incorporar el que li agradava de la nova escola a la seva pròpia música. Quan certs aspectes del verisme l'interessaven, els utilitzà a Tosca i Il Tabarro. L'impressionà l'ús que feia Debussy de l'escala de tons i l'aplicà en La Fanciulla del West. Normalment, aquesta manera de procedir conduiria a l'eclecticisme, però Puccini no era un eclèctic. Fos el que fos, Puccini restava completament al marge de la tendència intel·lectual del seu temps. En termes musicals, degué poc a ningú, i aquest és un dels miracles que es manifesten en el compositor de La Bohème, Tosca i Madame Butterfly.

## Els personatges femenins
A més de respondre a la melodia de Puccini, el públic també reacciona enfront dels seus personatges, i sobretot llurs heroïnes. Els personatges femenins de Puccini sempre foren molt més convincents que els masculins. Puccini s'identificava amb les dones. Mosco Carner, que fou un dels seus biògrafs, formula aquest aspecte a la perfecció quan va escriure que "si la base fonamental de les òperes de Verdi és un crit de combat, la de Puccini un clam d'amor". Ell també respon als llibrets de Puccini, que exhibeixen amples perfils i es refereixen a qüestions elementals: l'amor, l'odi, la separació i la mort.
El mateix podria afirmar-se dels llibrets de Verdi, però els de Puccini aspiren a un nivell literari superior, i en general ho assoleixen (sempre exceptuant Otel·lo i Falstaff de Verdi). Puccini mai s'embarcà en les torturades complexitats d'un llibret com Don Carlo o Simon Bocanegra. Llurs arguments són, directes, fàcils, i estan poblats amb personatges que afronten problemes que susciten una reacció d'empatia en tots els públics. Poden fer-se falsos, però és una falsedat grata, un món d'ensomni que mai existí, en el qual els sentiments són manipulats amb destresa pel compositor i el llibretista.
Els quatre joves de La Bohème són els arquetips de tots els joves creadors que compartiren unes golfes i somniaren projectes grandiosos. (Puccini quan era estudiant a Milà, compartí una habitació amb Mascagni. Visqueren la vie de bohème, menjant a crèdit en el restaurant Aida, i protegint-se l'un a l'altre dels creditors. Puccini àdhuc empenyorà un abric, com Colline fa a La Bohème; amb la diferència que Puccini necessitava els diners per sortir aquella nit amb una corista). Cio-Cio-San representa a totes les dones que han estimat generosament. Mimì la noia tendra però no gaire intel·ligent, que es troba enteranyinada en una relació amorosa que només pot desembocar en dissort, és un altre dels eterns femenins de Puccini. I la flamant Tosca, aquesta mescla de temperament, passió i gelosia (també ella, com Cio-Cio-San i Mimì, no és una noia gaire intel·ligent), es manté eternament interessant i suggestiva. Puccini que coneixia tan bé les dones, rara vegada creà una dona encartonada. Llurs dones són per cert massa humanes.

## Personalitat artística
Figura de proa del món operístic italià, Giacomo Puccini es va allunyar de la tendència dominant en la seva època, l'òpera verista. És difícil situar Giacomo Puccini en el panorama internacional, ja que la seva música, per la seva contínua evolució artística, no té la tensió innovadora de molts dels més grans compositors europeus de l'època.
Puccini es va dedicar de manera quasi exclusiva a la música teatral i, al contrari dels mestres de l'avantguarda noucentista, va escriure sempre pensant en el públic, tenint cura de les representacions i seguint-les en les gires pel món.
Encara que només va crear dotze òperes (compreses les tres en un acte que componen el Tríptic) les seves obres s'han assentat en els repertoris dels teatres lírics de tot el món. Els ingredients fonamentals del seu teatre són la varietat, la rapidesa, la síntesi, la profunditat psicològica i l'abundància de troballes escèniques.
El públic, bé que de vegades desorientat per les novetats de cada òpera, al final es posava de la seva part; per contra, la crítica musical, en particular la italiana, va considerar durant molt de temps a Puccini amb sospita o hostilitat. Se l'acostumava a acusar Itàlia de comercial i es deia que la seva música no era ni italiana, ni russa, ni alemanya, ni francesa. Així i tot van expressar la seva admiració pel seu treball, contemporanis com a Stravinski, Arnold Schönberg, Ravel o Webern.
El gran mèrit de Puccini va ser la seva inclinació eclèctica, assimilant i sintetitzant amb habilitat i rapidesa llenguatges i cultures musicals diferents. Per aproximar-se a la personalitat artística de Puccini cal indagar a les relacions que va ordir amb les diferents cultures musicals i teatrals del seu temps.

## Influència de Richard Wagner
Des de la seva arribada a Milà, Puccini va formar part dels admiradors de Richard Wagner: les dues composicions simfòniques presentades com a exercicis del Conservatori –el Preludio Sinfonico en la major (1882) i el Capriccio Sinfonico (1883)– contenen signes temàtics i estilístics explícits semblants a les òperes de la primera maduresa wagneriana: Lohengrin i Tannhäuser. A començaments de 1883 va adquirir conjuntament amb el seu company d'habitació Pietro Mascagni, la partitura de Parsifal, el Motiu de l'Eucaristia se cita literalment al preludi de Le Villi.
Puccini ha estat potser el primer músic italià a comprendre que l'ensenyament de Wagner anava bé amb la seva teoria del «drama musical» i de la «òpera d'art total» -que a Itàlia van ser el centre del debat-, i concernia específicament el llenguatge musical i l'estructura narrativa.
Si a les seves obres dels anys 1880, la influència wagneriana es manifesta sobretot en algunes eleccions harmòniques i orquestrals que de vegades recorden una còpia, a partir de Manon Lescaut, Puccini comença a explorar la tècnica compositiva, arribant no solament a utilitzar de manera sistemàtica el leitmotiv sinó a lligar-lo també, segons el sistema que Wagner va emprar a Tristán i Isolda.
Totes les òperes de Puccini a partir de Manon Lescaut, es presten a la lectura i l'oida també com a partitures simfòniques. Réné Leibowitz va arribar també a individualitzar al primer acte de Manon Lescaut una articulació en quatre temps de simfonia, on el tempo lento coincideix amb la trobada entre Manon i Des Grieux i l'scherzo (el terme figura al manuscrit) amb l'escena de la partida de cartes.
Sobretot a partir de Tosca, Puccini recorre a una tècnica típicament wagneriana, el model de la qual pot identificar-se al cèlebre himne a la nit del segon acte de Tristán i Isolda. Es tracta del que podria definir-se com una espècie de crescendo temàtic, a partir d'un nucli (que genera idees secundàries), la progressió del qual es desenvolupa i arriba a un clímax sonor, col·locat una mica abans de la conclusió de l'episodi (tècnica que Puccini empra de manera particularment sistemàtica i eficaç a Il tabarro).

## Música
Encara que Puccini és bàsicament conegut per les seves òperes, també escrigué algunes peces orquestrals, música sacra, música de cambra i cançons per a veu i piano.

### Òperes
- Le Villi (31 de març de 1884, Teatro Dal Verme, Milà - 1 acte)
- Le Villi [rev. 1] (26 de desembre de 1884, Teatro Regio, Torí - 2 actes)
- Le Villi [rev. 2] (24 de gener de 1885, Teatro alla Scala, Milà - 2 actes)
- Le Villi [rev. 3] (7 de novembre de 1889, Teatro Dal Verme, Milà - 2 actes)
- Edgar (21 d'abril de 1889, Teatro alla Scala, Milà - 4 actes)
- Edgar [rev. 1] (5 de setembre de 1891, Teatro del Giglio, Lucca - 4 actes)
- Edgar [rev. 2] (28 de febrer de 1892, Teatro Comunale, Ferrara - 3 actes)
- Edgar [rev. 3] (8 de juliol de 1905, Teatro Òpera, Buenos Aires - 3 acts)
- Manon Lescaut (1 de febrer de 1893, Teatro Regio, Torí - 4 actes)
- Manon Lescaut [rev.] (21 de desembre de 1893, Teatro Coccia, Novara - 4 actes)
- La bohème (1 de febrer de 1896, Teatro Regio, Torí - 4 actes)
- Tosca (14 de gener de 1900, Teatro Costanzi, Roma - 3 actes)
- Madama Butterfly (17 de febrer de 1904, Teatro alla Scala, Milà - 2 actes)
- Madama Butterfly [rev. 1] (28 de març de 1904, Teatro Grande, Brescia - 3 actes)
- Madama Butterfly [rev. 2] (10 de juliol de 1905, Covent Garden, Londres - 3 actes)
- Madama Butterfly [rev. 3] (28 de desembre de 1905, Opéra Comique, París - 3 actes)
- Madama Butterfly [rev. 4] (9 de desembre de 1920, Teatro Carcano, Milà - 3 actes)
- La fanciulla del West (10 de desembre de 1910, Metropolitan Opera, Nova York - 3 actes)
- La fanciulla del West [rev.] (29 de desembre de 1912, Teatro alla Scala, Milà - 3 actes)
- La rondine (27 de març de 1917, Opéra, Montecarlo - 3 actes)
- La rondine [rev. 1] (10 de abril de 1920, Teatro Massimo, Palerm - 3 actes)
- La rondine [rev. 2] (11 de abril de 1924, Teatro Verdi, Rijeka - 3 actes)
- Il trittico (14 de desembre de 1918, Metropolitan Opera, Nova York), trilogia composta per:
  - Il tabarro
  - Suor Angelica
  - Gianni Schicchi
- Turandot (25 d'abril de 1926, Teatro alla Scala, Milà - 3 actes), deixada en morir el 1924 inacabada i estrenada amb la versió completada per Franco Alfano el 1926 i per Luciano Berio el 2002.

### Altres obres
- Messa di Gloria (Missa de Glòria, Lucca, 1880)
- Preludio Sinfonico en La major (Milà, 1882)
- Capriccio Sinfonico (Milà, 1883)
- Crisantemi, Quartet de corda compost "Alla memoria di Amedeo di Savoia Duca d'Aosta" (1890)